# Liberation (1349 album)
A Liberation album 2003-ban látott napvilágot az 1349 zenekartól. A lemezen hamisítatlan északi black metal hallható noha nem olyan minőségben mint későbbi albumaikon. Ahogy egyszer Ravn fogalmazott: az első két kiadványunkat csak gyüjtőknek ajánlom , a meghallgatásuk nekem is csak kín.

## Számlista
1. "Manifest" – 4:05
2. "I Breathe Spears" – 4:26
3. "Riders of the Apocalypse" – 4:36
4. "Deathmarch" – 1:07
5. "Pitch Black" – 3:20
6. "Satanic Propaganda" – 3:44
7. "Legion" – 4:56
8. "Evil Oath" – 3:48
9. "Liberation" – 5:21
10. "Buried by Time and Dust" (Mayhem feldolgozás)

## Zenészek
- Ravn – ének
- Archaon – gitár
- Tjalve – gitár
- Frost – dob
- Seidemann – basszusgitár